# ندوة (نبات)
نَدْوَة أو نَدَاوى (الاسم العلمي: Cressa)، جنس نباتات عشبية برية معمرة من فصيلة المحمودية المعروفة عمومًا باسم القلويات. منبتها في المناطق الاستوائية وشبه الاستوائية في العالم. أنواعها أربعة
.